# Казимагамедов, Нариман Махмудович
Нарима́н Махму́дович Казимагаме́дов (род. 24 августа 1963, Канциль, Хивский район, ДАССР) — советский и российский государственный и военный деятель. Министр по делам гражданской обороны, чрезвычайным ситуациям и ликвидации последствий стихийных бедствий Республики Дагестан. Начальник Главного управления МЧС России по Республике Дагестан, генерал-майор. 

## Биография
Родился 24 августа 1963 года в селении Канциль Хивского района ДАССР.
В 1985 году окончил Камышинское высшее военное строительное командное училище по специальности «инженер по строительству и эксплуатации зданий и сооружений». В 2004 году окончил Российскую академию государственной службы при Президенте РФ по специальности «государственное и муниципальное управление». Старший преподаватель кафедры защиты в чрезвычайных ситуациях факультета нефти, газа и природообустройства Дагестанского государственного технического университета.
Состоит в партии Единая Россия.
Женат, двое детей.

## Служба
После окончания Камышинского высшего военного строительного командного училища, получил распределение в группу советских войск в Германии (ГСВГ). С 1985 по 1988 год командир взвода 57 военно-строительной бригады (г. Берлин, ГДР). С 1988 по 1990 год — командир автомобильной роты той же бригады. С 1990 по 1995 год командир военно-строительной роты 1250 управления военно-строительных частей Московского военного округа (г. Зеленоград).
С 1995 года работает в системе МЧС России. С 1995 по 2000 год советник по безопасности Аппарата советников МЧС России (г. Москва) сначала советником, а затем помощником министра МЧС России по безопасности. С 2000 по 2007 год помощник Министра (по безопасности) Управления безопасности МЧС России. С 2007 по 2009 год заместитель начальника Академии гражданской защиты МЧС России.
С 2009 года начальник Главного управления МЧС России по Республике Дагестан (г. Махачкала, Дагестан). С 2014 года министр по делам гражданской обороны, чрезвычайным ситуациям и ликвидации последствий стихийных бедствий Республики Дагестан.
Участвовал в гуманитарных и спасательных операциях: в Чечне (1996 г.), Руанде (Африка, 1997 г.), Югославии, Македонии, Албании, Косово, Хорватии (1999 г.).
В феврале 2010 года Казимагомедову присвоено воинское звание генерал-майора.

## Награды
- медаль ордена «За заслуги перед Отечеством» II степени;
- орден «За военные заслуги»;
- орден «Почёта»;
- орден Александра Невского (2025)[5];
- медаль «70 лет Вооруженных сил»;
- медаль МЧС России «За безупречную службу»;
- медаль МЧС России «За особые заслуги»;
- медали «За отличие в военной службе» III, II и I степени;
- медаль за 10 лет безупречной службы;
- почетный знак Академии гражданской защиты;
- 200 лет Министерству обороны;
- медаль Академии гражданской защиты МЧС России;
- медаль «80 лет Вооруженных сил СССР»;
- медаль в честь 90-летия Советской Армии и ВМФ;
- медаль «20 лет МЧС России»;
- медаль МЧС России «За усердие»;
- нагрудный знак «За заслуги»;
- нагрудный знак кафедры национальной безопасности;
- Медаль «За содружество во имя спасения»;
- почетное звание «Заслуженный спасатель Республики Дагестан»;
- орден «За заслуги перед Республикой Дагестан»[1].